# Nahapana
Nahapana (in greco antico: Ναηαπάνα Nahapána; Kharosthi: 𐨣𐨱𐨤𐨣 Na-ha-pa-na, Nahapana; fl. I-II secolo) fu un importante sovrano delle Satrapie occidentali, discendente degli indo-sciti, nell'India nord-occidentale, che regnò durante il I o il II secolo d.C.. 
Secondo una delle sue monete, era figlio di Bhumaka.

## Nome
Il nome di Nahapana compare sulle sue monete nella forma Kharosthi Nahapana (𐨣𐨱𐨤𐨣), nella forma Brahmi Nahapāna, e la forma greca Nahapána (greco antico: Ναηαπάνα),che derivano dal nome Saka *Nāhapānä, che significa "protettore del clan".

## Periodizzazione
Il periodo esatto di Nahapana non è certo. Un gruppo di sue iscrizioni è datato agli anni 41-46 di un'epoca non specificata. Assumendo che questa epoca sia quella di Shaka (che inizia nel 78 d.C.), alcuni studiosi hanno assegnato il suo regno al periodo 119-124 d.C. Altri ritengono che gli anni 41-46 siano i suoi anni di regno e assegnano il suo governo a un periodo diverso;ad esempio, lo studioso indiano Krishna Chandra Sagar assegna il suo regno al 24-70 d.C. , mentre R.C.C. Fynes lo data al 66-71 d.C. circa,.

## Regno

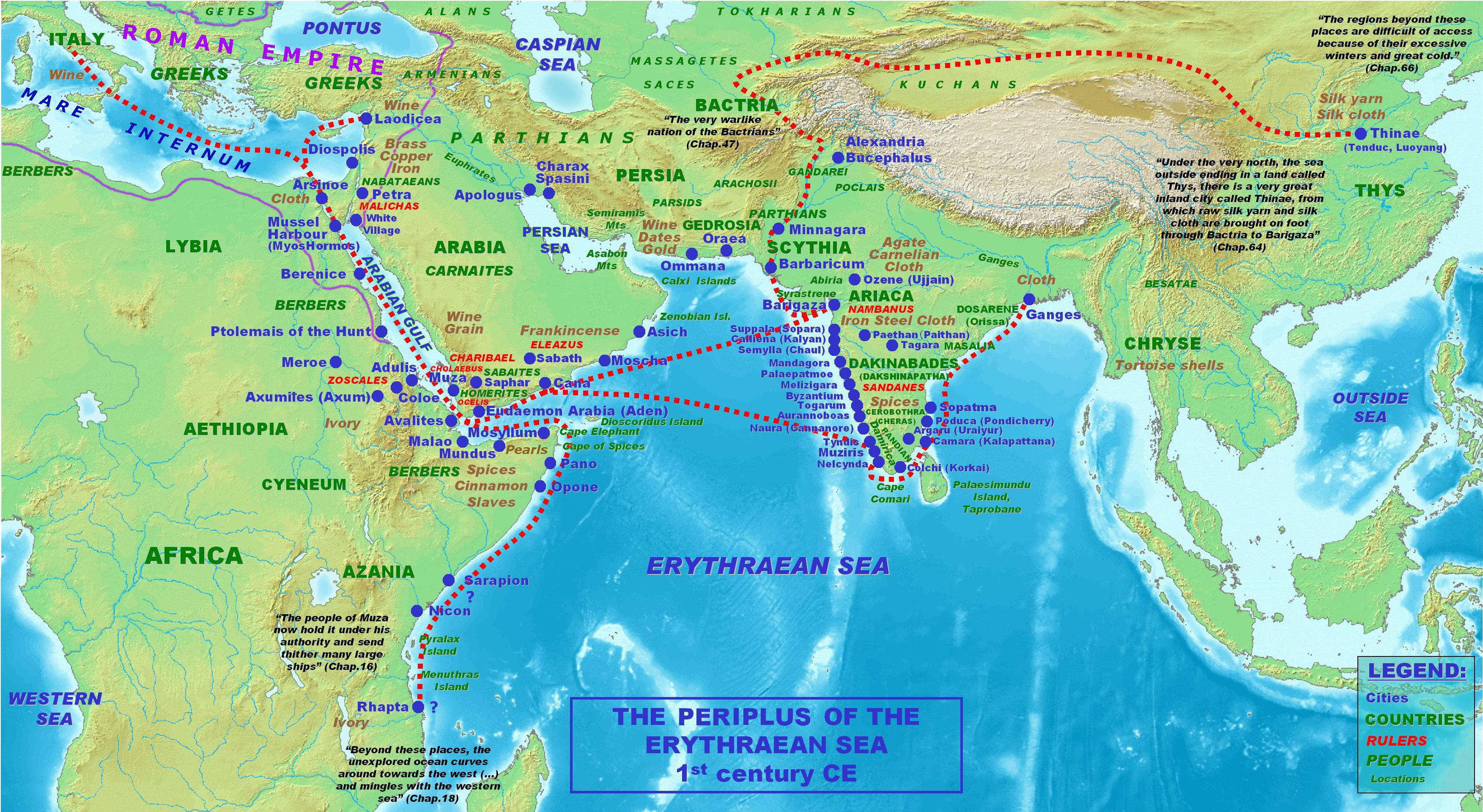
Mappa del Periplo del Mare Eritreo

Nahapana è citato nel Periplo del Mare Eritreo con il nome di Nambanus, come sovrano della zona intorno a Barygaza:
(Periplo del Mare Eritreo, cap. 41)
Egli istituì anche la monetazione delle Satrapie occidentali, in uno stile derivato dalla monetazione indo-greca. Il dritto delle monete è costituito dal profilo del sovrano, all'interno di una leggenda in greco. Il rovescio rappresenta un fulmine e una freccia, all'interno di legende in alfabeto Brahmi e Kharoshthi.
Nahapana è citato come donatore nelle iscrizioni di numerose grotte buddiste dell'India settentrionale. Le iscrizioni di Nasik e Karle fanno riferimento al nome dinastico di Nahapana (Kshaharata, per "Kshatrapa") ma non alla sua etnia (Saka-Pahlava), che è nota da altre fonti.
Nel distretto di Nashik, sono state trovate delle sovrascritte di monete di Nahapana da parte del potente re Satavahana Gautamiputra Satakarni. Questo suggerisce che Gautamiputra abbia sconfitto Nahapana.